# Anthicus zavattarii
Anthicus zavattarii es una especie de coleóptero de la familia Anthicidae.

## Distribución geográfica
Habita en Etiopía.